# Quarto Campeonato Nacional de Clubes
Il Quarto Campeonato Nacional de Clubes (in italiano Quarto Campionato Nazionale di Club) è stato la 4ª edizione del massimo campionato brasiliano di calcio.

## Formula
Primo turno: 2 gruppi di 20 squadre ciascuno con partite di sola andata. Passano alla fase successiva le migliori 10 di entrambi i raggruppamenti, le migliori 2 classificate non tra le prime dieci dei due gironi e le 2 squadre con il miglior rapporto entrate/pubblico non ancora qualificate secondo i criteri precedenti.
Secondo turno: 4 gruppi con 6 squadre ciascuno. Ogni squadra affronta una volta le altre componenti del proprio gruppo e si qualifica alla fase seguente la migliore di ogni raggruppamento.
Terzo turno: quadrangolare con partite di sola andata, si qualificano alla finale le prime 2 classificate.
Finale: partita di sola andata.

## Partecipanti
| Squadra          | Città          | Stato               |
| ---------------- | -------------- | ------------------- |
| América-RN       | Natal          | Rio Grande do Norte |
| América-MG       | Belo Horizonte | Minas Gerais        |
| America-RJ       | Rio de Janeiro | Guanabara           |
| Atlético Mineiro | Belo Horizonte | Minas Gerais        |
| Athl. Paranaense | Curitiba       | Paraná              |
| Avaí             | Florianópolis  | Santa Catarina      |
| Bahia            | Salvador       | Bahia               |
| Botafogo         | Rio de Janeiro | Guanabara           |
| Ceará            | Fortaleza      | Ceará               |
| CEUB             | Brasilia       | Distretto Federale  |
| Corinthians      | San Paolo      | San Paolo           |
| Coritiba         | Curitiba       | Paraná              |
| Cruzeiro         | Belo Horizonte | Minas Gerais        |
| CSA              | Maceió         | Alagoas             |
| Desportiva       | Cariacica      | Espírito Santo      |
| Flamengo         | Rio de Janeiro | Guanabara           |
| Fluminense       | Rio de Janeiro | Guanabara           |
| Fortaleza        | Fortaleza      | Ceará               |
| Goiás            | Goiânia        | Goiás               |
| Grêmio           | Porto Alegre   | Rio Grande do Sul   |
| Guarani          | Campinas       | San Paolo           |
| Internacional    | Porto Alegre   | Rio Grande do Sul   |
| Itabaiana        | Itabaiana      | Sergipe             |
| Nacional-AM      | Manaus         | Amazonas            |
| Náutico          | Recife         | Pernambuco          |
| Olaria           | Rio de Janeiro | Guanabara           |
| Operário-MS      | Campo Grande   | Mato Grosso         |
| Palmeiras        | San Paolo      | San Paolo           |
| Paysandu         | Belém          | Pará                |
| Portuguesa       | San Paolo      | San Paolo           |
| Remo             | Belém          | Pará                |
| Rio Negro        | Manaus         | Amazonas            |
| Sampaio Corrêa   | São Luís       | Maranhão            |
| San Paolo        | San Paolo      | San Paolo           |
| Santa Cruz       | Recife         | Pernambuco          |
| Santos           | Santos         | San Paolo           |
| Sport Recife     | Recife         | Pernambuco          |
| Tiradentes       | Teresina       | Piauí               |
| Vasco da Gama    | Rio de Janeiro | Guanabara           |
| Vitória          | Salvador       | Bahia               |

## Primo turno

### Gruppo A

#### Risultati
| Casa/Trasferta | AM-RN | AM-RJ | AT-PR | AVA | BAH | BOT | COR | DES | FLA | FLU | GRÊ | INT | ITA | OLA | PAY | REM | SAM | TIR | VAS | VIT |
| -------------- | ----- | ----- | ----- | --- | --- | --- | --- | --- | --- | --- | --- | --- | --- | --- | --- | --- | --- | --- | --- | --- |
| América-RN     |       | 1-3   | 0-1   | 1-1 | 0-1 | 1-0 |     | 0-0 | 0-2 | 1-0 | 0-2 |     | 2-0 |     | 0-0 |     |     |     | 2-3 |     |
| América-RJ     |       |       |       |     |     |     |     | 2-0 |     |     |     | 3-0 |     | 2-0 |     |     |     |     |     | 1-2 |
| Atlético-PR    |       | 1-2   |       |     | 1-0 |     |     | 1-0 | 1-2 | 3-0 |     | 1-0 |     | 4-0 |     | 2-0 |     |     | 1-1 |     |
| Avaí           |       | 0-2   | 1-0   |     | 0-2 |     | 1-2 |     | 0-1 | 2-2 | 0-1 | 1-2 |     | 0-2 | 1-2 | 3-0 |     | 0-0 |     |     |
| Bahia          |       | 1-0   |       |     |     |     | 1-1 | 1-1 | 0-2 | 1-0 | 0-1 | 0-0 |     | 1-0 | 2-1 | 1-1 |     |     |     | 1-1 |
| Botafogo       |       | 1-1   | 3-1   | 5-1 | 0-0 |     |     |     | 0-2 | 1-0 |     | 2-3 |     | 0-0 |     |     |     |     |     |     |
| Coritiba       | 0-1   | 0-1   | 0-1   |     |     | 3-2 |     |     | 2-1 |     | 0-2 | 1-1 | 3-0 | 1-1 |     |     |     | 3-2 |     | 1-1 |
| Desportiva     |       |       |       | 1-0 |     | 2-3 | 0-1 |     |     | 1-1 | 0-5 |     | 1-0 | 0-1 | 0-0 |     | 2-1 | 1-0 | 0-0 | 1-1 |
| Flamengo       |       | 2-1   |       |     |     |     |     | 4-0 |     | 0-0 | 1-0 |     |     | 0-0 |     | 3-0 |     | 4-0 | 1-1 |     |
| Fluminense     |       | 1-1   |       |     |     |     | 1-1 |     |     |     | 0-1 |     | 2-1 | 2-3 | 2-0 |     |     |     |     |     |
| Grêmio         |       | 2-1   | 2-0   |     |     | 2-2 |     |     |     |     |     | 1-2 |     | 1-0 |     | 1-0 | 2-0 | 4-0 | 1-0 |     |
| Internacional  | 3-0   |       |       |     |     |     |     | 3-0 | 1-1 | 1-1 |     |     |     | 2-0 | 5-1 |     |     | 2-0 |     | 1-1 |
| Itabaiana      |       | 1-3   | 1-0   | 2-0 | 0-1 | 2-1 |     |     | 0-1 |     | 0-1 | 1-2 |     |     |     | 1-0 | 2-1 |     | 0-3 |     |
| Olaria         | 1-2   |       |       |     |     |     |     |     |     |     |     |     | 4-0 |     |     |     | 2-0 |     |     |     |
| Paysandu       |       | 0-1   | 1-1   |     |     | 3-1 | 1-0 |     | 0-0 |     | 1-1 |     | 2-0 | 2-0 |     |     | 1-0 |     | 0-0 | 1-2 |
| Remo           | 2-0   | 2-4   |       |     |     | 2-2 | 2-3 | 3-1 |     | 1-1 |     | 1-0 |     | 2-2 | 0-0 |     | 2-0 |     | 1-2 | 3-1 |
| Sampaio Corrêa | 0-0   | 1-0   | 0-1   | 1-0 | 2-2 | 1-1 | 0-2 |     | 1-2 | 3-1 |     | 1-1 |     |     |     |     |     |     | 2-0 | 0-3 |
| Tiradentes     | 3-0   | 0-1   | 2-2   |     | 3-0 | 2-1 |     |     |     | 0-0 |     |     | 1-0 | 2-0 | 0-0 | 0-0 | 2-0 |     | 0-1 |     |
| Vasco da Gama  |       | 0-1   |       | 1-0 | 0-0 | 0-0 | 2-0 |     |     | 1-2 |     | 3-1 |     | 1-1 |     |     |     |     |     |     |
| Vitória        | 1-1   |       | 2-2   | 3-0 |     | 3-1 |     |     | 1-0 | 0-0 | 1-0 |     | 2-0 | 0-0 |     |     |     | 1-2 | 0-0 |     |

#### Classifica
| Pos. | Squadra          | Pt | G  | V  | N | P  | GF | GS | DR  |
| ---- | ---------------- | -- | -- | -- | - | -- | -- | -- | --- |
| 1    | Grêmio           | 30 | 19 | 14 | 2 | 3  | 30 | 8  | +22 |
| 2    | Flamengo         | 29 | 19 | 12 | 5 | 2  | 29 | 8  | +21 |
| 3    | America-RJ       | 26 | 19 | 12 | 2 | 5  | 30 | 15 | +15 |
| 4    | Vitória          | 25 | 19 | 8  | 9 | 2  | 26 | 15 | +11 |
| 5    | Internacional    | 24 | 19 | 9  | 6 | 4  | 30 | 19 | +11 |
| 6    | Athl. Paranaense | 22 | 19 | 9  | 4 | 6  | 24 | 17 | +7  |
| 7    | Vasco da Gama    | 22 | 19 | 7  | 8 | 4  | 19 | 13 | +6  |
| 8    | Bahia            | 22 | 19 | 7  | 8 | 4  | 15 | 14 | +1  |
| 9    | Coritiba         | 21 | 19 | 8  | 5 | 6  | 24 | 21 | +3  |
| 10   | Paysandu         | 20 | 19 | 6  | 8 | 5  | 16 | 16 | 0   |
| 11   | Tiradentes       | 19 | 19 | 7  | 5 | 7  | 19 | 20 | -1  |
| 12   | Remo             | 16 | 19 | 5  | 6 | 8  | 22 | 27 | -5  |
| 13   | Olaria           | 16 | 19 | 5  | 6 | 8  | 17 | 22 | -5  |
| 14   | América-RN       | 15 | 19 | 5  | 5 | 9  | 12 | 23 | -11 |
| 15   | Botafogo         | 15 | 19 | 4  | 7 | 8  | 26 | 29 | -3  |
| 16   | Fluminense       | 15 | 19 | 3  | 9 | 7  | 16 | 22 | -6  |
| 17   | Desportiva       | 14 | 19 | 4  | 6 | 9  | 11 | 27 | -16 |
| 18   | Sampaio Corrêa   | 12 | 19 | 4  | 4 | 11 | 14 | 26 | -12 |
| 19   | Itabaiana        | 10 | 19 | 5  | 0 | 14 | 11 | 30 | -19 |
| 20   | Avaí             | 7  | 19 | 2  | 3 | 14 | 11 | 30 | -19 |

#### Verdetti
- Grêmio, Flamengo, América-RJ, Vitória, Internacional, Atlético Paranaense, Vasco da Gama, Bahia, Coritiba, Paysandu e Fluminense[1] qualificati al secondo turno.

### Gruppo B

#### Risultati
| Casa/Trasferta | AM-MG | AT-MG | CEA | CEUB | COR | CRU | CSA | FOR | GOI | GUA | NA-AM | NAÚ | OP-MS | PAL | POR | RNE | SPA | SCR | SAN | SPO |
| -------------- | ----- | ----- | --- | ---- | --- | --- | --- | --- | --- | --- | ----- | --- | ----- | --- | --- | --- | --- | --- | --- | --- |
| América-MG     |       |       | 2-1 |      |     |     | 1-0 |     | 0-1 |     | 0-1   | 0-3 |       |     |     | 2-0 | 0-0 |     | 0-2 |     |
| Atlético-MG    | 1-1   |       |     |      | 2-1 |     |     | 0-1 | 3-1 | 0-1 |       |     | 1-0   |     |     | 0-0 |     |     | 2-1 |     |
| Ceará          |       | 1-2   |     | 2-1  | 0-1 | 1-1 |     | 1-1 |     | 0-1 |       |     | 0-0   |     | 2-1 | 1-1 |     | 1-0 | 1-1 |     |
| CEUB           | 0-2   | 2-4   |     |      | 1-2 |     |     | 1-0 | 0-0 |     |       | 0-2 |       | 1-1 | 0-0 |     | 1-1 | 1-1 | 1-3 | 1-0 |
| Corinthians    | 3-1   |       |     |      |     | 0-1 |     |     |     | 1-1 | 2-0   |     | 1-0   | 0-0 | 2-2 |     |     |     | 1-1 |     |
| Cruzeiro       | 2-2   | 1-2   |     | 1-0  |     |     |     |     |     | 0-0 | 3-0   | 1-0 |       | 0-0 | 1-1 |     | 0-1 |     |     |     |
| CSA            |       | 0-5   | 1-3 | 1-0  | 0-3 | 0-1 |     |     |     | 0-1 | 1-2   | 0-1 |       | 0-2 | 0-0 |     | 0-0 |     |     | 0-1 |
| Fortaleza      | 2-0   |       |     |      | 2-0 | 0-2 | 1-0 |     | 2-1 | 3-0 |       | 2-1 |       | 2-1 |     |     | 1-1 |     | 0-2 | 3-3 |
| Goiás          |       |       | 3-1 |      | 0-0 | 0-1 | 4-0 |     |     |     |       | 0-0 | 0-0   | 1-1 | 0-0 | 2-0 | 0-3 |     | 3-2 | 1-0 |
| Guarani        | 3-3   |       |     | 2-0  |     |     |     |     | 3-0 |     | 2-1   |     |       |     | 1-0 |     |     | 1-0 | 2-2 | 1-1 |
| Nacional-AM    | 0-2   |       | 1-1 | 0-2  |     |     |     | 2-0 | 0-3 |     |       |     | 1-2   | 2-1 | 0-1 | 1-1 | 0-1 | 1-1 | 0-1 |     |
| Náutico        |       | 2-0   | 2-1 |      | 2-0 |     |     |     |     | 1-1 | 0-0   |     | 2-0   | 0-1 | 3-1 |     |     | 0-0 | 1-1 |     |
| Operário-MS    | 1-0   |       |     | 0-0  |     | 0-0 | 3-2 | 1-0 |     | 1-0 |       |     |       | 1-0 |     | 1-1 | 0-2 | 3-0 | 1-0 | 1-1 |
| Palmeiras      | 1-0   | 1-2   | 1-1 |      |     |     |     |     |     | 0-0 |       |     |       |     | 2-2 |     | 1-0 | 4-3 | 0-4 |     |
| Portuguesa     | 0-0   | 2-2   |     |      |     |     |     | 2-1 |     |     |       |     | 3-0   |     |     |     |     |     |     |     |
| Rio Negro      |       |       |     | 1-0  | 1-1 | 0-0 | 3-1 | 1-0 |     | 1-0 |       | 2-1 |       | 0-4 | 0-1 |     | 2-4 | 2-0 |     |     |
| San Paolo      |       | 1-2   | 2-0 |      | 1-1 |     |     |     |     | 1-1 |       | 1-1 |       |     | 0-0 |     |     |     |     | 2-1 |
| Santa Cruz     | 2-3   | 3-3   |     |      | 0-0 | 1-3 | 3-0 | 0-0 | 2-1 |     |       |     |       |     | 0-0 |     | 0-0 |     |     | 0-3 |
| Santos         |       |       |     |      |     | 1-0 | 1-0 |     |     |     |       |     |       |     | 1-2 | 3-0 | 1-1 | 1-1 |     |     |
| Sport          | 2-2   | 1-0   | 1-1 |      | 1-4 | 0-0 |     |     |     |     | 0-2   | 1-0 |       | 1-1 | 1-1 | 1-1 |     |     | 1-1 |     |

#### Classifica
| Pos. | Squadra          | Pt | G  | V  | N  | P  | GF | GS | DR  |
| ---- | ---------------- | -- | -- | -- | -- | -- | -- | -- | --- |
| 1    | Atlético Mineiro | 26 | 19 | 11 | 4  | 4  | 33 | 20 | +13 |
| 2    | Cruzeiro         | 24 | 19 | 8  | 8  | 3  | 18 | 9  | +9  |
| 3    | Guarani          | 24 | 19 | 8  | 8  | 3  | 21 | 15 | +6  |
| 4    | San Paolo        | 24 | 19 | 7  | 10 | 2  | 22 | 12 | +10 |
| 5    | Santos           | 23 | 19 | 8  | 7  | 4  | 29 | 17 | +12 |
| 6    | Náutico          | 22 | 19 | 8  | 6  | 5  | 22 | 12 | +10 |
| 7    | Operário-MS      | 22 | 19 | 8  | 6  | 5  | 15 | 14 | +1  |
| 8    | Corinthians      | 22 | 19 | 7  | 8  | 4  | 26 | 16 | +10 |
| 9    | Portuguesa       | 21 | 19 | 5  | 11 | 3  | 19 | 16 | +3  |
| 10   | Fortaleza        | 20 | 19 | 8  | 4  | 7  | 21 | 19 | +2  |
| 11   | Goiás            | 20 | 19 | 7  | 6  | 6  | 21 | 18 | +3  |
| 12   | Palmeiras        | 20 | 19 | 6  | 8  | 5  | 22 | 20 | +2  |
| 13   | Rio Negro        | 19 | 19 | 6  | 7  | 6  | 17 | 23 | -6  |
| 14   | Sport Recife     | 18 | 19 | 4  | 10 | 5  | 20 | 22 | -2  |
| 15   | América-MG       | 16 | 19 | 5  | 6  | 8  | 19 | 25 | -6  |
| 16   | Ceará            | 16 | 19 | 4  | 8  | 7  | 19 | 23 | -4  |
| 17   | Nacional-AM      | 14 | 19 | 5  | 4  | 10 | 14 | 27 | -13 |
| 18   | Santa Cruz       | 13 | 19 | 2  | 9  | 8  | 17 | 27 | -10 |
| 19   | CEUB             | 12 | 19 | 3  | 6  | 10 | 12 | 23 | -11 |
| 20   | CSA              | 4  | 19 | 1  | 2  | 16 | 6  | 35 | -29 |

#### Verdetti
- Atlético Mineiro, Cruzeiro, Guarani, San Paolo, Santos, Náutico, Operário-MS, Corinthians, Portuguesa, Fortaleza, Goiás,[2] Palmeiras[2] e Nacional-AM[1] qualificati alla seconda fase.

## Secondo turno

### Gruppo 1

#### Risultati
| 1ª giornata  | 1ª giornata  | 1ª giornata  | 1ª giornata  |
| 29 giu. 1974 | 29 giu. 1974 | 29 giu. 1974 | 29 giu. 1974 |
| ------------ | ------------ | ------------ | ------------ |
| Bahia        | -            | Paysandu     | 1-1          |
| Cruzeiro     | -            | Palmeiras    | 2-1          |
| Flamengo     | -            | Guarani      | 3-0          |

| 2ª giornata     | 2ª giornata     | 2ª giornata     | 2ª giornata     |
| 2 e 3 lug. 1974 | 2 e 3 lug. 1974 | 2 e 3 lug. 1974 | 2 e 3 lug. 1974 |
| --------------- | --------------- | --------------- | --------------- |
| Guarani         | -               | Bahia           | 3-1             |
| Palmeiras       | -               | Flamengo        | 3-1             |
| Cruzeiro        | -               | Paysandu        | 4-1             |

| 3ª giornata | 3ª giornata | 3ª giornata | 3ª giornata |
| 6 lug. 1974 | 6 lug. 1974 | 6 lug. 1974 | 6 lug. 1974 |
| ----------- | ----------- | ----------- | ----------- |
| Bahia       | -           | Flamengo    | 1-1         |
| Cruzeiro    | -           | Guarani     | 1-0         |
| Paysandu    | -           | Palmeiras   | 1-2         |

| 4ª giornata       | 4ª giornata       | 4ª giornata       | 4ª giornata       |
| 13 e 14 lug. 1974 | 13 e 14 lug. 1974 | 13 e 14 lug. 1974 | 13 e 14 lug. 1974 |
| ----------------- | ----------------- | ----------------- | ----------------- |
| Flamengo          | -                 | Cruzeiro          | 1-3               |
| Palmeiras         | -                 | Bahia             | 2-0               |
| Paysandu          | -                 | Guarani           | 0-1               |

| 5ª giornata       | 5ª giornata       | 5ª giornata       | 5ª giornata       |
| 10 e 17 lug. 1974 | 10 e 17 lug. 1974 | 10 e 17 lug. 1974 | 10 e 17 lug. 1974 |
| ----------------- | ----------------- | ----------------- | ----------------- |
| Palmeiras         | -                 | Guarani           | 2-1               |
| Bahia             | -                 | Cruzeiro          | 0-1               |
| Flamengo          | -                 | Paysandu          | 6-0               |

#### Classifica
| Pos. | Squadra   | Pt | G | V | N | P | GF | GS | DR |
| ---- | --------- | -- | - | - | - | - | -- | -- | -- |
| 1    | Cruzeiro  | 10 | 5 | 5 | 0 | 0 | 11 | 3  | +8 |
| 2    | Palmeiras | 8  | 5 | 4 | 0 | 1 | 10 | 5  | +5 |
| 3    | Flamengo  | 5  | 5 | 2 | 1 | 2 | 12 | 7  | +5 |
| 4    | Guarani   | 4  | 5 | 2 | 0 | 3 | 5  | 7  | -2 |
| 5    | Bahia     | 2  | 5 | 0 | 2 | 3 | 3  | 8  | -5 |
| 6    | Paysandu  | 1  | 5 | 0 | 1 | 4 | 3  | 14 | -9 |

#### Verdetti
- Cruzeiro qualificato al terzo turno.

### Gruppo 2

#### Risultati
| 1ª giornata       | 1ª giornata       | 1ª giornata       | 1ª giornata       |
| 29 e 30 giu. 1974 | 29 e 30 giu. 1974 | 29 e 30 giu. 1974 | 29 e 30 giu. 1974 |
| ----------------- | ----------------- | ----------------- | ----------------- |
| Corinthians       | -                 | Atlético-MG       | 1-0               |
| Nacional-AM       | -                 | Vitória           | 1-0               |
| Vasco da Gama     | -                 | Operário-MS       | 3-0               |

| 2ª giornata | 2ª giornata | 2ª giornata   | 2ª giornata |
| 3 lug. 1974 | 3 lug. 1974 | 3 lug. 1974   | 3 lug. 1974 |
| ----------- | ----------- | ------------- | ----------- |
| Nacional-AM | -           | Vasco da Gama | 0-0         |
| Operário-MS | -           | Atlético-MG   | 1-3         |
| Vitória     | -           | Corinthians   | 1-0         |

| 3ª giornata      | 3ª giornata      | 3ª giornata      | 3ª giornata      |
| 6 e 10 lug. 1974 | 6 e 10 lug. 1974 | 6 e 10 lug. 1974 | 6 e 10 lug. 1974 |
| ---------------- | ---------------- | ---------------- | ---------------- |
| Corinthians      | -                | Nacional-AM      | 2-2              |
| Operário-MS      | -                | Vitória          | 0-2              |
| Atlético-MG      | -                | Vasco da Gama    | 0-2              |

| 4ª giornata           | 4ª giornata           | 4ª giornata           | 4ª giornata           |
| 11, 17 e 18 lug. 1974 | 11, 17 e 18 lug. 1974 | 11, 17 e 18 lug. 1974 | 11, 17 e 18 lug. 1974 |
| --------------------- | --------------------- | --------------------- | --------------------- |
| Corinthians           | -                     | Operário-MS           | 0-0                   |
| Atlético-MG           | -                     | Nacional-AM           | 3-0                   |
| Vitória               | -                     | Vasco da Gama         | 0-0                   |

| 5ª giornata   | 5ª giornata  | 5ª giornata  | 5ª giornata  |
| 14 lug. 1974  | 14 lug. 1974 | 14 lug. 1974 | 14 lug. 1974 |
| ------------- | ------------ | ------------ | ------------ |
| Atlético-MG   | -            | Vitória      | 2-2          |
| Nacional-AM   | -            | Operário-MS  | 0-1          |
| Vasco da Gama | -            | Corinthians  | 2-0          |

#### Classifica
| Pos. | Squadra          | Pt | G | V | N | P | GF | GS | DR |
| ---- | ---------------- | -- | - | - | - | - | -- | -- | -- |
| 1    | Vasco da Gama    | 8  | 5 | 3 | 2 | 0 | 7  | 0  | +7 |
| 2    | Vitória          | 6  | 5 | 2 | 2 | 1 | 5  | 3  | +2 |
| 3    | Atlético Mineiro | 5  | 5 | 2 | 1 | 2 | 8  | 6  | +2 |
| 4    | Corinthians      | 4  | 5 | 1 | 2 | 2 | 3  | 5  | -2 |
| 5    | Nacional-AM      | 4  | 5 | 1 | 2 | 2 | 3  | 6  | -3 |
| 6    | Operário-MS      | 3  | 5 | 1 | 1 | 3 | 2  | 8  | -6 |

#### Verdetti
- Vasco da Gama qualificato al terzo turno.

### Gruppo 3

#### Risultati
| 1ª giornata  | 1ª giornata  | 1ª giornata  | 1ª giornata  |
| 29 giu. 1974 | 29 giu. 1974 | 29 giu. 1974 | 29 giu. 1974 |
| ------------ | ------------ | ------------ | ------------ |
| Grêmio       | -            | Náutico      | 2-1          |
| Fortaleza    | -            | América-RJ   | 3-0          |
| Santos       | -            | Coritiba     | 2-1          |

| 2ª giornata | 2ª giornata | 2ª giornata | 2ª giornata |
| 3 lug. 1974 | 3 lug. 1974 | 3 lug. 1974 | 3 lug. 1974 |
| ----------- | ----------- | ----------- | ----------- |
| América-RJ  | -           | Santos      | 0-2         |
| Fortaleza   | -           | Grêmio      | 1-3         |
| Náutico     | -           | Coritiba    | 4-2         |

| 3ª giornata | 3ª giornata | 3ª giornata | 3ª giornata |
| 7 lug. 1974 | 7 lug. 1974 | 7 lug. 1974 | 7 lug. 1974 |
| ----------- | ----------- | ----------- | ----------- |
| Coritiba    | -           | América-RJ  | 2-0         |
| Fortaleza   | -           | Náutico     | 0-0         |
| Grêmio      | -           | Santos      | 0-1         |

| 4ª giornata           | 4ª giornata           | 4ª giornata           | 4ª giornata           |
| 10, 13 e 15 lug. 1974 | 10, 13 e 15 lug. 1974 | 10, 13 e 15 lug. 1974 | 10, 13 e 15 lug. 1974 |
| --------------------- | --------------------- | --------------------- | --------------------- |
| América-RJ            | -                     | Grêmio                | 0-1                   |
| Coritiba              | -                     | Fortaleza             | 0-0                   |
| Náutico               | -                     | Santos                | 0-2                   |

| 5ª giornata       | 5ª giornata       | 5ª giornata       | 5ª giornata       |
| 17 e 18 lug. 1974 | 17 e 18 lug. 1974 | 17 e 18 lug. 1974 | 17 e 18 lug. 1974 |
| ----------------- | ----------------- | ----------------- | ----------------- |
| Grêmio            | -                 | Coritiba          | 1-0               |
| Náutico           | -                 | América-RJ        | 2-2               |
| Santos            | -                 | Fortaleza         | 1-1               |

#### Classifica
| Pos. | Squadra    | Pt | G | V | N | P | GF | GS | DR |
| ---- | ---------- | -- | - | - | - | - | -- | -- | -- |
| 1    | Santos     | 9  | 5 | 4 | 1 | 0 | 8  | 2  | +6 |
| 2    | Grêmio     | 8  | 5 | 4 | 0 | 1 | 7  | 3  | +4 |
| 3    | Fortaleza  | 5  | 5 | 1 | 3 | 1 | 5  | 4  | +1 |
| 4    | Náutico    | 4  | 5 | 1 | 2 | 2 | 7  | 8  | -1 |
| 5    | Coritiba   | 3  | 5 | 1 | 1 | 3 | 5  | 7  | -2 |
| 6    | America-RJ | 1  | 5 | 0 | 1 | 4 | 2  | 10 | -8 |

#### Verdetti
- Santos qualificato al terzo turno.

### Gruppo 4

#### Risultati
| 1ª giornata   | 1ª giornata  | 1ª giornata  | 1ª giornata  |
| 30 giu. 1974  | 30 giu. 1974 | 30 giu. 1974 | 30 giu. 1974 |
| ------------- | ------------ | ------------ | ------------ |
| Fluminense    | -            | San Paolo    | 0-1          |
| Goiás         | -            | Portuguesa   | 0-1          |
| Internacional | -            | Atlético-PR  | 1-1          |

| 2ª giornata   | 2ª giornata | 2ª giornata | 2ª giornata |
| 3 lug. 1974   | 3 lug. 1974 | 3 lug. 1974 | 3 lug. 1974 |
| ------------- | ----------- | ----------- | ----------- |
| Atlético-PR   | -           | Portuguesa  | 1-1         |
| Goiás         | -           | San Paolo   | 1-1         |
| Internacional | -           | Fluminense  | 2-0         |

| 3ª giornata     | 3ª giornata     | 3ª giornata     | 3ª giornata     |
| 6 e 7 lug. 1974 | 6 e 7 lug. 1974 | 6 e 7 lug. 1974 | 6 e 7 lug. 1974 |
| --------------- | --------------- | --------------- | --------------- |
| Fluminense      | -               | Atlético-PR     | 0-1             |
| Internacional   | -               | Goiás           | 1-1             |
| San Paolo       | -               | Portuguesa      | 1-1             |

| 4ª giornata       | 4ª giornata       | 4ª giornata       | 4ª giornata       |
| 13 e 14 lug. 1974 | 13 e 14 lug. 1974 | 13 e 14 lug. 1974 | 13 e 14 lug. 1974 |
| ----------------- | ----------------- | ----------------- | ----------------- |
| San Paolo         | -                 | Atlético-PR       | 0-0               |
| Goiás             | -                 | Fluminense        | 1-1               |
| Portuguesa        | -                 | Internacional     | 0-1               |

| 5ª giornata       | 5ª giornata       | 5ª giornata       | 5ª giornata       |
| 17 e 18 lug. 1974 | 17 e 18 lug. 1974 | 17 e 18 lug. 1974 | 17 e 18 lug. 1974 |
| ----------------- | ----------------- | ----------------- | ----------------- |
| Atlético-PR       | -                 | Goiás             | 2-1               |
| San Paolo         | -                 | Internacional     | 0-1               |
| Fluminense        | -                 | Portuguesa        | 3-1               |

#### Classifica
| Pos. | Squadra          | Pt | G | V | N | P | GF | GS | DR |
| ---- | ---------------- | -- | - | - | - | - | -- | -- | -- |
| 1    | Internacional    | 8  | 5 | 3 | 2 | 0 | 6  | 2  | +4 |
| 2    | Athl. Paranaense | 7  | 5 | 2 | 3 | 0 | 5  | 3  | +2 |
| 3    | San Paolo        | 5  | 5 | 1 | 3 | 1 | 3  | 3  | 0  |
| 4    | Portuguesa       | 4  | 5 | 1 | 2 | 2 | 4  | 6  | -2 |
| 5    | Fluminense       | 3  | 5 | 1 | 1 | 3 | 4  | 6  | -2 |
| 6    | Goiás            | 3  | 5 | 0 | 3 | 2 | 4  | 6  | -2 |

#### Verdetti
- Internacional qualificato al terzo turno.

## Terzo turno

### Risultati
| 1ª giornata   | 1ª giornata  | 1ª giornata  | 1ª giornata  |
| 21 lug. 1974  | 21 lug. 1974 | 21 lug. 1974 | 21 lug. 1974 |
| ------------- | ------------ | ------------ | ------------ |
| Internacional | -            | Cruzeiro     | 1-1          |
| Vasco da Gama | -            | Santos       | 2-1          |

| 2ª giornata  | 2ª giornata  | 2ª giornata   | 2ª giornata  |
| 24 lug. 1974 | 24 lug. 1974 | 24 lug. 1974  | 24 lug. 1974 |
| ------------ | ------------ | ------------- | ------------ |
| Cruzeiro     | -            | Vasco da Gama | 1-1          |
| Santos       | -            | Internacional | 2-1          |

| 3ª giornata   | 3ª giornata  | 3ª giornata   | 3ª giornata  |
| 28 lug. 1974  | 28 lug. 1974 | 28 lug. 1974  | 28 lug. 1974 |
| ------------- | ------------ | ------------- | ------------ |
| Santos        | -            | Cruzeiro      | 1-3          |
| Vasco da Gama | -            | Internacional | 2-2          |

### Classifica
| Pos. | Squadra       | Pt | G | V | N | P | GF | GS | DR |
| ---- | ------------- | -- | - | - | - | - | -- | -- | -- |
| 1    | Cruzeiro      | 4  | 3 | 1 | 2 | 0 | 5  | 3  | +2 |
| 2    | Vasco da Gama | 4  | 3 | 1 | 2 | 0 | 5  | 4  | +1 |
| 3    | Santos        | 2  | 3 | 1 | 0 | 2 | 4  | 6  | -1 |
| 4    | Internacional | 2  | 3 | 0 | 2 | 1 | 4  | 5  | -1 |

### Verdetti
- Cruzeiro e Vasco da Gama qualificati per la finale.

## Finale
| Arbitro: | Marques |

| |            | |
| Ademir 14’ Jorginho Carvoeiro 78’ | Marcatori  | 19’ Nelinho |
| Andrada P Fidélis D Moisés D Miguel D Alfinete D Alcir Portela C Jorginho Carvoeiro C Zanata C Ademir A Roberto Dinamite A Luís Carlos A | Formazioni | · P Vítor · D Nelinho · D Perfumo · D Darci · D Vanderlei · C Piazza · C Zé Carlos · C Dirceu Lopes · A Roberto Batata · A Palhinha · A Joãozinho · A Eduardo Amorim · A Baiano |
| Travaglini | Allenatori | Chaves |

### Verdetti
- Vasco da Gama campione del Brasile 1974.
- Vasco da Gama e Cruzeiro qualificati per la Coppa Libertadores 1975.

## Classifica marcatori
| Pos. | Giocatore        | Squadra          | Gol |
| ---- | ---------------- | ---------------- | --- |
| 1    | Roberto Dinamite | Vasco da Gama    | 16  |
| 2    | Luisinho Tombo   | America-RJ       | 15  |
| 3    | Jorge Mendonça   | Náutico          | 14  |
| 4    | André Catimba    | Vitória          | 13  |
| 5    | Rodolfo Fischer  | Botafogo         | 12  |
| 5    | Zico             | Flamengo         | 12  |
| 7    | Alcino           | Remo             | 11  |
| 7    | Luciano          | Santa Cruz       | 11  |
| 7    | Sicupira         | Athl. Paranaense | 11  |
| 7    | Tarciso          | Grêmio           | 11  |
| 7    | Zé Roberto       | Coritiba         | 11  |